# Suśnik
Suśnik (deutsch Sußnick) ist ein Dorf in der polnischen Woiwodschaft Ermland-Masuren. Es gehört zur Gmina Korsze (Stadt- und Landgemeinde Korschen) im Powiat Kętrzyński (Kreis Rastenburg).

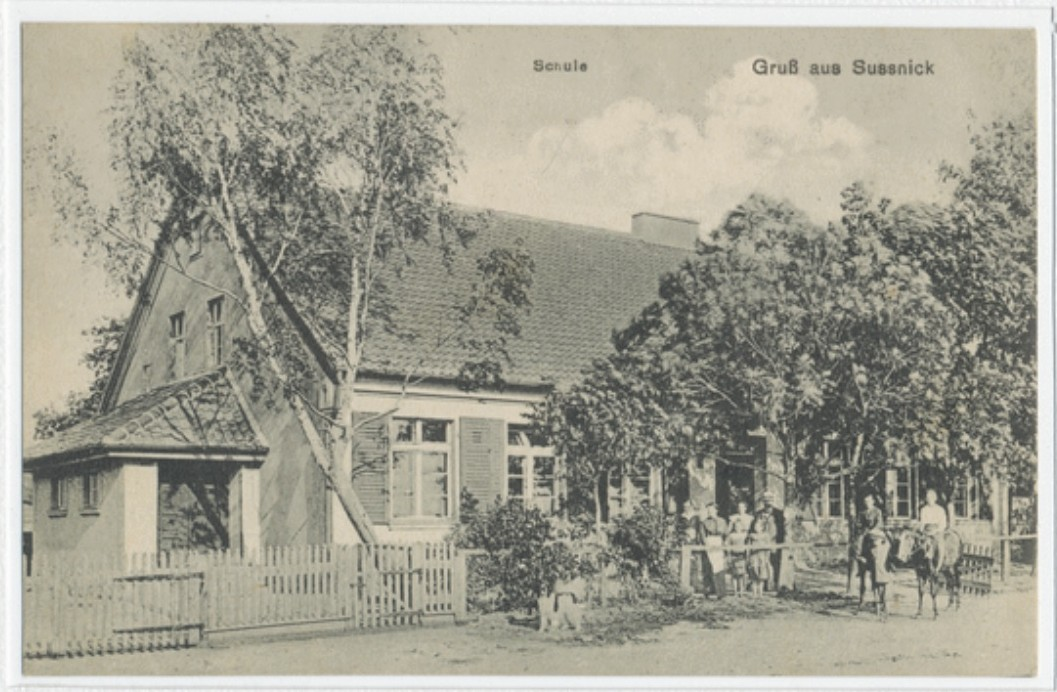
Sussnik ehem. Grundschule, jetzt Wohnhaus

## Geographische Lage
Suśnik liegt in der nördlichen Mitte der Woiwodschaft Ermland-Masuren, 19 Kilometer nordwestlich der Kreisstadt Kętrzyn (deutsch Rastenburg).

## Geschichte
Das Dorf Sogatin wurde nach 1414 Sußnicken und nach 1785 Sußnick genannt. Zu ihm gehörten die Ortschaften Lablack (polnisch Łabławki, nicht mehr existent) und Vorwerk Wotterkeim (polnisch Kowalewo Duże), als es am 28. Dezember 1885 in den Amtsbezirk Langheim (polnisch Łankiejmy) eingegliedert wurde. Dieser gehörte bis 1945 zum Kreis Rastenburg im Regierungsbezirk Königsberg in der preußischen Provinz Ostpreußen. Am 30. September 1928 wurde das Vorwerk Dreihöfen (polnisch Trzeciaki) aus dem Gutsbezirk Langheim in die Landgemeinde Sußnick eingemeindet.
Mit dem gesamten südlichen Ostpreußen wurde Sußnick 1945 in Kriegsfolge an Polen überstellt und erhielt die polnische Namensform „Suśnik“. Heute ist es Sitz eines Schulzenamtes (polnisch sołectwo) und als solches eine Ortschaft im Verbund der Stadt- und Landgemeinde Korsze (Korschen) im Powiat Kętrzyński (Kreis Rastenburg), bis 1998 der Woiwodschaft Olsztyn, seither der Woiwodschaft Ermland-Masuren zugehörig. Nach Suśnik einbezogen („wsi Suśnik“) ist jetzt der Ort Wygoda (deutsch Heinriettenhof).

### Einwohnerzahlen
| Jahr | Anzahl |
| ---- | ------ |
| 1910 | 214    |
| 1933 | 263    |
| 1939 | 241    |
| 2011 | 117    |

## Kirche
Bis 1945 war Sußnick in die evangelische Kirche Langheim (polnisch Łankiejmy) in der Kirchenprovinz Ostpreußen der Kirche der Altpreußischen Union sowie in die katholische Kirche in Korschen (polnisch Korsze) im Bistum Ermland eingepfarrt.
Heute gehört Suśnik katholischerseits zur Pfarrei Łankiejmy im jetzigen Erzbistum Ermland, evangelischerseits zur Johanneskirche Kętrzyn (Rastenburg) mit der Filialkirche in Bartoszyce (Bartenstein) innerhalb der Diözese Masuren der Evangelisch-Augsburgischen Kirche in Polen.

## Verkehr
Durch Suśnik verläuft eine Nebenstraße, die von Łankiejmy (Langheim) nach Trzeciaki (Dreihöfen) führt. Eine Anbindung an den Bahnverkehr besteht nicht.